# Grand Châtelet

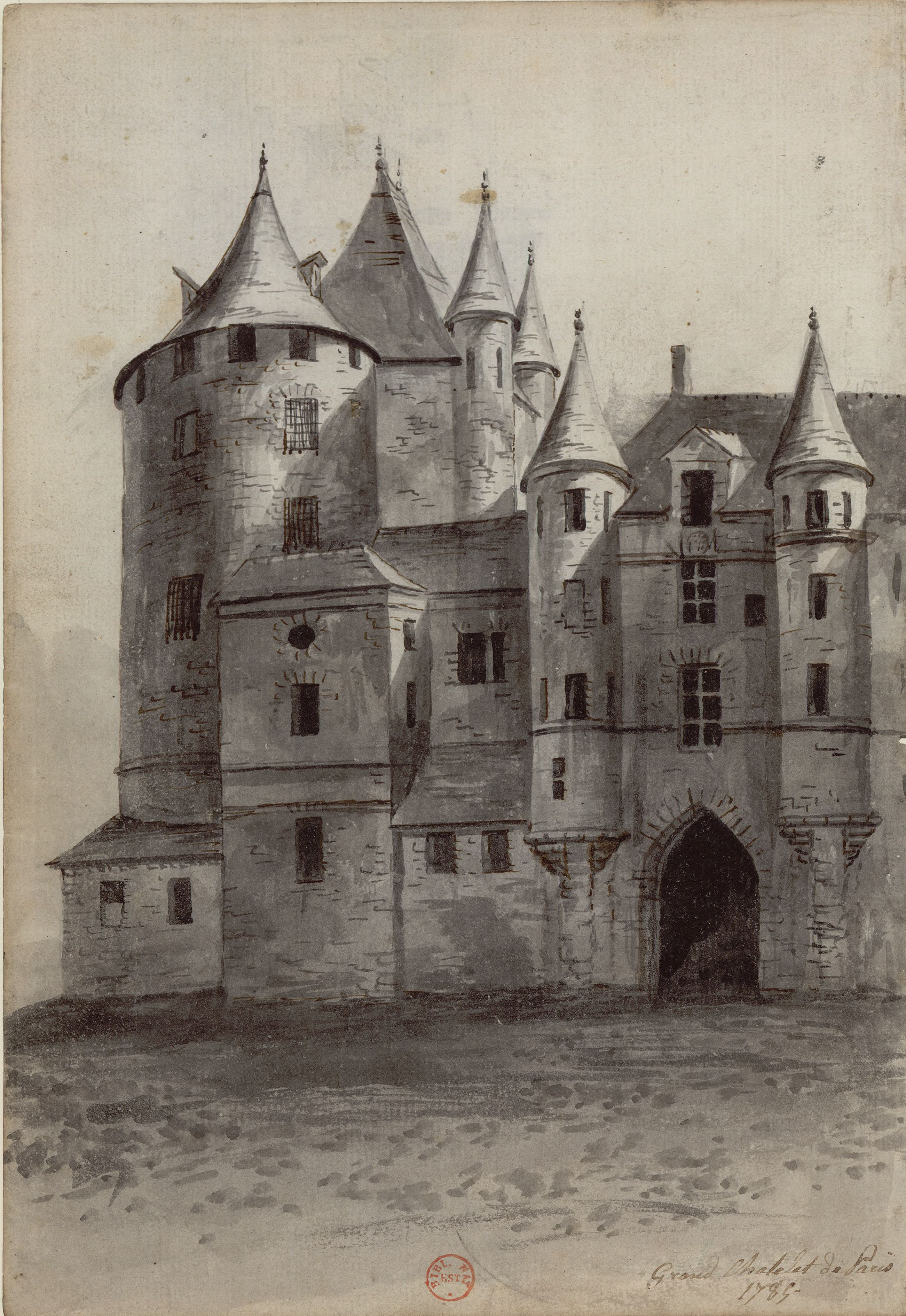
Grand Châtelet v roce 1785

Grand Châtelet [gran šätele] (neboli Velký hrádek), obvykle jen Châtelet byl jedna ze dvou pevností, které chránily mosty vedoucí na ostrov Cité v Paříži. Grand Châtelet se nacházel na pravém břehu, kde chránil přístup na Grand-Pont (dnešní Pont au Change). Petit Châtelet ležel na protějším levém břehu a chránil přístup na Petit-Pont. Pevnosti zde stály již od 9. století, nejprve dřevěné, později kamenné a obě byly zbořeny. Petit Châtelet v roce 1782, Grand Châtelet v roce 1808.

## Historie
V roce 877 nechal Karel II. Holý zlepšit opevnění Paříže, aby ochránil město před častými nájezdy Normanů. Byly opraveny hradby na ostrově Cité, opevněny mosty a k jejich ochraně byly na březích vybudovány dřevěné věže.
Dřevěné věže byly nahrazeny kamennými stavbami kolem roku 1130 za Ludvíka VI. Grand Châtelet tvořil zhruba čtvercovou pevnost s nádvořím uprostřed, kterou obklopovaly hluboké příkopy naplněné vodou ze Seiny. V roce 1190 začal král Filip II. August budovat na pravém břehu nové hradby, čímž Grand Châtelet ztratil svou obrannou funkci. V té době se stal sídlem pařížského prévôta, který zodpovídal za bezpečnost ve městě. Grand Châtelet proto začal sloužit i jako vězení.
Za vlády Ludvíka IX. byl v letech 1250–1257 Grand Châtelet opraven a podstatně rozšířen.
V roce 1684 Ludvík XIV. nařídil, že se v Châtelet budou konat zasedání feudálních soudů. Když byl Grand Châtelet přestavován, přesídlil soud dočasně do kláštera sv. Augustina, s čímž ale mniši nesouhlasili a rozhodli se k ozbrojenému útoku. Při něm jich bylo několik zabito. Po rekonstrukci nezůstalo nic z původní pevnosti. Pevnost i nadále sloužila jako vězení, kde byli zavíráni nejtěžší zločinci. V září 1792 došlo ve věznici k masakru, kdy dav vtrhl do vězení a byla zabita většina vězňů. Během existence pevnosti zde bylo uvězněno i mnoho slavných osob, jako např. básník François Villon (1448), básník Clément Marot (1526), loupežník Louis Dominique Cartouche (1721) nebo velitel švýcarské gardy Thomas de Mahy de Favras (1790).
Grand Châtelet sloužil rovněž jako márnice pro osoby nalezené na ulici nebo utopené v Seině. Poprvé je zde ukládání mrtvol doloženo v rozhodnutí pařížského prévôta z 23. prosince 1371. Mrtví byli pohřbíváni na hřbitově Neviňátek. V roce 1804 byla márnice přemístěna na Quai du Marché-Neuf na ostrově Cité.
Grand Châtelet byl zbořen v roce 1808 na rozkaz Napoleona I. Na jeho místě vzniklo náměstí Place du Châtelet. Jméno pevnosti připomíná též Divadlo Châtelet otevřené na tomto náměstí v roce 1862.